# Herbstleyd
Herbstleyd ist das Debütalbum des Soloprojektes Nargaroth und erschien als Album 1998 über No Colours Records.

## Titelliste
1. Introduction / Herbstleyd – 16:01
2. Karmageddon – 4:23
3. Nargaroth – 3:01
4. Des alten Kriegers Seelenruh‘ – 8:39
5. Amarok – Zorn des Lammes – 18:39
6. Das Schwarze Gemälde – 8:41
7. Vom Traum, die Menschheit zu töten / Outroduction – 10:15

## Entstehungsgeschichte
Bis auf Vom Traum, die Menschheit zu töten sowie das Intro und Outro ist das Material auch auf dem gleichnamigen Demo zu finden, das Kanwulfs eigener Aussage nach bereits 1993 entstanden ist. Von Kritikern der Band wird das Erscheinungsdatum angezweifelt und der Entstehungszeitraum auf 1998 oder später datiert.
Kanwulf äußerte sich auf die Frage, wieso er das Material, welches seiner eigenen Aussage zufolge bereits 1993 entstanden ist, erst so viele Jahre später veröffentlicht habe damit, dass er damals schon den Niedergang des Black Metals erkannt habe und daher sein Material ursprünglich gar nicht veröffentlichen wollte:

„Es ist zuerst als Demo rausgekommen und nachdem ich dieses Demo veröffentlicht hatte, erkannte ich für mich damals schon diesen gewissen Verfall, diese Werteumkehrung im Black Metal und ich fand, daß diese Musik und auch ich mir zu schade waren, mich da einzureihen. Aufgrund einer Freundschaft mit Steffen von No Colours ist es mehr oder minder aus rein freundschaftlichem Interesse so zustande gekommen, daß ich die CD jetzt veröffentliche, sonst wäre es wahrscheinlich nie dazu gekommen. […] Der Grund, daß ich es jetzt rausgebracht habe, ist eigentlich wirklich nur, daß es ein Wunsch von Steffen war, aber auch mein Interesse, vielleicht doch noch eine gewisse Meinung kund zu geben, die in mir steckte. Ob das nun jemanden interessiert, ist die andere Sache – wohl weniger. Aber ich wußte, es würden Menschen hören und in der Hoffnung, von diesen alten Menschen, die sich vielleicht dem Grundgedanken dieser Musik noch etwas verbunden fühlen, diese noch zu erreichen, einige wenige, irgendwo … Dem war leider nicht so!“

Eine angeblich frühere Version des Liedes Herbstleyd findet sich auf der 2000 erschienenen EP Amarok.
Ursprünglich sollte das Lied Das schwarze Gemälde noch mit einem Text versehen werden, den man auch auf der offiziellen Nargaroth-Webseite nachlesen kann, jedoch fand der Text keine Verwendung mehr, so dass das Lied ein Instrumentalstück blieb.

## Kritik
Herbstleyd wurde vom Rock Hard in die Liste der „250 Black-Metal-Alben, die man kennen sollte“ aufgenommen, die sich jedoch nicht ausschließlich auf Black-Metal-Alben beschränkt, Redakteur Wolf-Rüdiger Mühlmann bezeichnete es als „den idealen Soundtrack für einen Epos über unsere heidnischen Vorfahren“ und als beste deutsche Scheibe der vergangenen zwei Jahre aus diesem Bereich neben Nagelfars Hünengrab im Herbst. Laut Kanwulfs Aussagen handelt es sich dabei um ein Konzeptalbum.
Umstritten waren allerdings die Widmung „Zur höheren Ehre des deutchen [sic!] Soldaten der Wehrmacht 1933–1945 [sic!]. Die Negierung ihrer Leistungen sowie das Augenverschließen vor ihrer Opferbereitschaft, gerade im letzten Kriegsjahr, ist die Schande unserer Nation!“, ebenso wie ein Gruß an die NSBM-Band Absurd (Absurd, good to know yeah [sic!] out of jail !!!) und die Aussage: „German hateful and misanthropic Black Metal, made from White man for White man“ im Booklet der Erstpressung. In einem Interview versuchte er die Widmung und den Gruß an die Band Absurd zu erklären, distanzierte sich jedoch nie von der letzten Aussage. Bei den Neuauflagen fehlen die Widmungen, die Art des Zuhörerkreises wird nun mit „a celtae hominis pro celtae homninis“ [sic!] angegeben.
Ebenso gehen Kritiker davon aus, dass in dem Lied Karmageddon an einer Stelle, die im Booklet zensiert wurde, „Sieg Heil“ gerufen werde. An Stelle der 8 Buchstaben stehen dort 8 Punkte. Kanwulf hat dazu nie eine Stellungnahme abgegeben.

## Aufmachung
Das Cover zeigt Kanwulf mit Schild und Helm auf einem Pferd sitzend, im Booklet selbst finden sich noch eine Nahaufnahme in Rüstung sowie ein Bild mit Corpsepaint. Ansonsten finden sich dort alle Texte abgedruckt. Die vielen Rechtschreibfehler der Erstauflagen erklärt Kanwulf damit, dass es von Mitarbeitern einer holländischen Firma gemacht worden sei, die beim Abtippen der Texte nicht sonderlich gründlich gewesen seien.
Im Booklet ist das Lied Vom Traum, die Menschheit zu töten Rob Darken von Graveland gewidmet, da das 1995 erschienene Album Thousand Swords, welches von vielen als das beste Graveland-Werk angesehen wird, Kanwulf geholfen habe, all die Jahre zu überstehen. Kanwulf bezeichnet dies auch generell als sein Lieblingsalbum, von dem er schon immer eine Fortsetzung habe machen wollen. Eine Nargaroth-Veröffentlichung namens Raise Again the Thousand Swords ist angekündigt.